# NGC 3958
NGC 3958 este o liner situată în constelația Ursa Mare. A fost descoperită în 18 martie 1790 de către William Herschel. Se află la o distanță de 51,06 de megaparseci de Pământ.